# Флора Хофман
?
Флора Хофман (1911— ? ) је бивша југословенска атлетска репрезентативка у трчању на 100 м и првакиња. Била је члан СК Југославија из Београда.
Учествовала је на Летњим олимпијским играма 1936. у Берлину, где се у конкуренцији 30 атлетичарки из 15 земаља, није успела пласирати у финале. Била је 5 у другој групи квалификација.

## Лични рекорд
- 12,9 сек 1936. године